# Chloroclystis plicata
Axinoptera plicata là một loài bướm đêm trong họ Geometridae.